# Gerardo Noriega
Gerardo Antonio Noriega Santoveña (Cue, Asturias, España, 10 de marzo de 1982) es un exfutbolista español que jugaba de centrocampista.

## Trayectoria
Sus inicios tuvieron lugar en las categorías inferiores del C. D. Llanes, hasta que a los catorce años ingresó en la residencia de futbol de Mareo. En la temporada 1998/99 jugó en la Liga Nacional Juvenil, aunque también disputó varios partidos en la División de Honor y dos encuentros en Segunda División B con el Real Sporting de Gijón "B" con 16 años debutó en 2.ª División B. En su segundo año como juvenil jugó veintiocho partidos y anotó nueve goles en la División de Honor, además de participar en cinco encuentros con el filial rojiblanco.
En la temporada  2000/01 siendo juvenil de último año, firmaba su primer contrato profesional para cuatro temporadas. Pasó definitivamente a formar parte de la plantilla del Real Sporting de Gijón "B",  disputó treinta y un partidos en los que marcó tres goles. En la campaña 2001/02 participó en veintinueve partidos y anotó dos goles, pero el filial sportinguista descendió a Tercera División. Esa misma temporada debutó con el primer equipo en Segunda División; fue el 24 de marzo de 2002 frente al C. F. Extremadura en el estadio Francisco de la Hera. En la temporada 2002/03 jugó treinta y cuatro partidos en Tercera División y marcó nueve goles, además de disputar de nuevo un partido con el primer equipo en Segunda División.
A partir de la temporada 2003/04 fue incorporado definitivamente al primer equipo y participó en catorce partidos. Durante las siguientes tres campañas llegó a jugar noventa y cuatro partidos con el Real Sporting de Gijón en los que consiguió nueve tantos y siendo uno de los capitanes del equipo . Al comienzo de la temporada 2007/08 fichó por el Club Polideportivo Ejido, con quien firmó un contrato por cuatro temporadas, aunque solo permaneció la primera de ellas por el descenso del club a Segunda División B. Jugó veintinueve partidos y anotó tres goles.
El 13 de agosto de 2008 se confirmó el traspaso al  Hércules C. F. tras un pago del club alicantino de 200 000 euros , donde estuvo dos años y consiguió en la temporada 2009/10 el ascenso a la Primera División. El 10 de agosto de 2010 se hizo oficial su fichaje por el Club Gimnàstic de Tarragona por una temporada tras desvincularse el jugador del Poli Ejido, club que aún poseía sus derechos. El 21 de agosto de 2012 firmó por el Real Avilés C. F. de la Segunda División B, donde permanece tres temporadas , jugando la promoción de ascenso a Segunda División A.
Tras comenzar la campaña 2015/16 en el Urraca C. F., en enero de 2016 fichó por el Niki Volos FC de la Tercera División de Grecia, donde disputó 25 partidos, tras no llegar a un acuerdo de renovación regresó a España. En noviembre de 2016 se comprometió con la R. S. Gimnástica de Torrelavega hasta el final de la campaña, disputando 28 partidos y marcado 5 goles, clasificándose para la promoción de ascenso a Segunda División B. 
Al final de la temporada 2016/17 pone fin a su carrera de 17 años como profesional, incorporándose como director deportivo al Urraca C. F. , equipo del que fue futbolista. Puesto que ejerció hasta mayo de 2022.

## Clubes
| Club                            | País   | Año       |
| ------------------------------- | ------ | --------- |
| Real Sporting de Gijón "B"      | España | 2000-2003 |
| Real Sporting de Gijón          | España | 2003-2007 |
| Club Polideportivo Ejido        | España | 2007/2008 |
| Hércules C. F.                  | España | 2008-2010 |
| Club Gimnàstic de Tarragona     | España | 2010/2011 |
| Real Avilés C. F.               | España | 2012-2015 |
| Urraca C. F.                    | España | 2015/2016 |
| Niki Volos FC                   | Grecia | 2016      |
| Urraca C. F.                    | España | 2016      |
| R. S. Gimnástica de Torrelavega | España | 2016/2017 |